# Seiichi Ogawa
Seiichi Ogawa (jap. 小川 誠一, Ogawa Seiichi; * 21. Juli 1970 in der Präfektur Chiba) ist ein ehemaliger japanischer Fußballspieler.

## Karriere
Ogawa erlernte das Fußballspielen in der Schulmannschaft der Funabashi High School. Seinen ersten Vertrag unterschrieb er 1989 bei Toyota Motors. Der Verein spielte in der zweithöchsten Liga des Landes, der Japan Soccer League Division 2. 1989/90 wurde er mit dem Verein Vizemeister der Division 2 und stieg in die Division 1 auf. Mit Gründung der Profiliga J.League 1992 und der damit verbundenen Neuorganisation des japanischen Fußballs wurde der Toyota Motors zu Nagoya Grampus Eight. 1996 wurde er mit dem Verein Vizemeister der J1 League. 1995 und 1999 gewann er mit dem Verein den Kaiserpokal. Für den Verein absolvierte er 217 Spiele. Ende 2000 beendete er seine Karriere als Fußballspieler.

## Erfolge
Nagoya Grampus Eight
- J1 League

Vizemeister: 1996
- Kaiserpokal

Sieger: 1995, 1999